# Lachiš (řeka)
Lachiš (hebrejsky נחל לכיש‎) je menší řeka na Západním břehu Jordánu a v Izraeli (Jižní distrikt), která se u města Ašdod vlévá do Středozemního moře. V arabštině je známá také jako vádí Kahiba a vádí Suchrir. Povodí řeky je přibližně 1020 km² a délka toku je 70 km.

## Průběh toku
Řeka pramení v oblasti Judeje na Západním břehu Jordánu. Pak vstupuje na území vlastního Izraele. Prochází pahorkatinou Šefela, regionem nazývaným Chevel Lachiš a pak směřuje do pobřežní planiny, kde ústí do Středozemního moře na severním okraji města Ašdod.
Významnějšími přítoky jsou Vádí Idna, Nachal Mareša, Nachal Komem, Nachal Guvrin, Nachal ha-Ela. Lachiš má nepravidelný průtok, během deštivých období často dochází k rozvodnění toku.

## Znečištění
Řeka je znečištěná průmyslovým odpadem a splašky, kvůli skutečnosti, že odděluje ašdodskou průmyslovou zónu a přístav od zbytku města. V uplynulých letech byl zahájen program, který by měl odstranit znečištění vodního toku. Má však smíšenou úspěšnost.

## Přítoky
levostranné
- Nachal No'am
- Nachal Jo'av
- Nachal Daganim

pravostranné
- Vádí Idna
- Nachal Mareša
- Nachal Roch
- Nachal Šacharija
- Nachal Gat
- Nachal Komem
- Nachal Guvrin
- Nachal ha-Ela